# Менушенков, Павел Павлович
Павел Павлович Менушенков (10.06.1918, д. Ушаково Устюжского уезда Вологодской губернии— 28.02.1988, Москва) — советский инженер-металлург, лауреат Ленинской премии (1963).

## Биография
Окончил Ленинградский политехнический институт (1941).
Работал на Златоустовском металлургическом заводе: помощник мастера, мастер, начальник смены (1945), зам. начальника производственного отдела, начальник ОТК (1950), и. о. гл. инженера (1954), директор (1955—1963).
- 1963—1966 гл. инженер Управления чёрной металлургии Южно-Уральского совнархоза (Челябинск),
- 1966—1976 начальник производственного отдела Главспецстали,
- 1976—1983 начальник Всесоюзного промышленного объединения по производству качественных сталей, член коллегии Министерства черной металлургии СССР.
- 1983—1988 старший научный сотрудник ЦНИИ информации и технико-экономических исследований черной металлургии (ЦНИИ «Черметинформация»).

В 1950-е годы добился снижения потерь от брака на Златоустовском заводе с 7,26 до 3,17 %.
Участвовал в разработке и внедрении в производство технологии выплавки и передела многих композиций сложных металлургических материалов.
Один из инициаторов создания первого в СССР комплекса бездоменной металлургии — Оскольского электрометаллургического комбината.

## Семья
Сыновья 
- Владимир Павлович, доцент МИСиС[2],
- Алексей Павлович, профессор МИФИ[3].

## Награды
Лауреат Ленинской премии (1963; за разработку и внедрение в пр-во принципиально нового, высокоэффективного способа повышения качества спец. сталей и сплавов — электрошлакового переплава), премии Совета Министров СССР (1981; за разработку новой, прогрессивной технологии выплавки нержавеющих и коррозионностойких сталей в дуговых сталеплавильных печах).
- Заслуженный металлург РСФСР (1978).
- Орден Ленина (1958),
- Орден «Знак Почёта» (1966),
- Орден Трудового Красного Знамени (1971),
- Медаль «За доблестный труд в Великой Отечественной войне 1941—1945 гг.» (1946).
- Медаль «За трудовое отличие» (1952),